# Limit pojistného plnění
Limit pojistného plnění vyjadřuje nejvyšší hranici plnění pojistitele při jedné konkrétní události. Tato částka se sjednává při uzavírání pojistné smlouvy. Pokud výše výloh spojených s pojistnou událostí přesáhne limit pojistného plnění, doplácí zbylou částku pojištěnec. Zpravidla platí, že čím vyšší je dohodnutý limit, tím dražší je pojištění.
Výše limitu závisí na druhu pojištění i pojišťovně. Například u povinného ručení stanovuje minimální hodnotu limitu pojistného plnění zákon na 35 milionů korun. U cestovního pojištění se limit obvykle pohybuje od 3 milionů korun. Základní limit navíc mohou doplňovat i sublimity např. na stomatologickou péči.
S účinností nového Zákona o pojištění odpovědnosti z provozu vozidla č. 30/2024 Sb. se od 1.4.2024 navyšuje minimální limit stanovený pro náhrady škod na 50 milionů Kč za každého zraněného nebo usmrceného a 50 milionů Kč pro škody na majetku a ušlém zisku. Maximální výše limitu není zákonem stanovena.